# Ten Thousand Bedrooms
Ten Thousand Bedrooms (no Brasil, 10 Mil Alcovas), é um filme de comédia romântica, dirigido por Richard Thorpe e protagonizado por Dean Martin em seu primeiro longa-metragem solo sem Jerry Lewis, da dupla Martin e Lewis. Antes do filme ser lançado, alguns críticos constataram que a carreira de Martin não iria pra frente sem Lewis, tendo essa afirmação confirmada após o filme ter sido um fracasso de crítica e bilheteria.

## Sinopse
Dean Martin intepreta um magnata que conhece uma jovem italiana (Anna Maria Alberghetti) que pretende comprar um hotel em Roma. Ele se apaixona por ela, e para chegar a se casar com a moça, ele tem que ver se suas irmãs mais velhas já estão comprometidas.

## Elenco
- Dean Martin - Ray Hunter
- Anna Maria Alberghetti - Nina Martelli
- Eva Bartok - Maria Martelli
- Dewey Martin - Mike Clark
- Walter Slezak - Papa Vittorio Martelli
- Paul Henried - Anton